# Smilax glabra
La china oriental (Smilax glabra), (土茯苓) o zarzaparilla, es una especie de plantas del género Smilax. Es originaria de China, el Himalaya e Indochina.
Smilax glabra se utiliza en la fitoterapia china. También es un ingrediente clave en el postre médico chino Guilinggao, que hace uso de su propiedad para establecer ciertos tipos de jalea.

## Composición química
Dihydro-flavonol glucósidos (astilbina, neoastilbina, isoastilbina, neoisoastilbina, (2R, 3R)-taxifolina-3'-O-beta-D-pyranoglucoside)  han identificado en el rizoma de  Smilax glabra  así como smitilbina, un ramnósido flavanonol.
Sarsasapogenina,  un esteroide sapogenina, también se puede encontrar en  S.glabra.

## Taxonomía
Smilax glabra fue descrita por William Roxburgh y publicado en Flora indica; or, descriptions of Indian Plants 3: 792. 1832.
Etimología
Smilax: nombre genérico que deriva del mito griego de Krokus y la ninfa Smilax. A pesar de este mito tiene numerosas formas, siempre se centra en torno al amor insatisfecho y trágico de un hombre mortal que se convirtió en una flor y una ninfa del bosque que se transforma en una zarza.
glabra: epíteto latíno que significa "sin vellosidad, liso, calvo"
Sinonimia
- Smilax lanceolata Burm.f 1768 not L. 1753
- Smilax hookeri Kunth
- Smilax trigona Warb.
- Smilax dunniana H.Lév.
- Smilax blinii H.Lév.
- Smilax mengmaensis R.H.Miao[13]